# Beechcraft Bonanza
Beechcraft Bonanza — американський легкий одномоторний літак загального призначення, оснащений поршневим двигуном внутрішнього згорання. Перша версія цього літака піднялась у повітря 22 грудня 1945 року. На даний момент триває серійне виробництво моделі Bonanza G36 оснащеною цифровою авіонікою Garmin G1000.

## Варіанти
За час виробництва випущено багато модифікацій трьох варіантів, 35 Bonanza (з V-подібний хвостовим оперенням, серійно випускався із 1947 по 1982 роки), 33 Debonair (із звичанийм хвостовим оперенням, випускався у 1959–1995, далі перейменований у 33 Bonanza) та 36 Bonanza (подовжена версія моделі 33, випускається з 1968 року).

## Специфікації
Характеристики приведені для моделі Beechcraft G36 Bonanza
| екіпаж                             | 1-2                                              |
| місткість                          | 4-5 пасажирів (6 місць, включаючи екіпаж)        |
| довжина, м                         | 8.38                                             |
| розмах крила, м                    | 10.21                                            |
| висота, м                          | 2.62                                             |
| вага пустого, кг                   | 1,191 (може відрізнятись, залежно від оснащення) |
| максимальна злітна вага (MTOW), кг | 1,656                                            |
| місткість паливного бака           | 280 літрів                                       |
| кількість двигунів                 | 1                                                |
| двигун                             | Continental IO-550-B                             |
| тип двигуна                        | поршневий                                        |
| паливо                             |                                                  |
| потужність, к.с                    | 300                                              |
| максимальна швидкість              | 306 км/год                                       |
| швидкість звалювання               | 101 км/год                                       |
| практична дальність                | 1 247 км                                         |
| швидкопідйомність                  | 5,6 м/с                                          |
| аеродинамічна якість               | 13,8                                             |